# Rasmus Lerdorf
Rasmus Lerdorf (ur. 22 listopada 1968 w Qeqertarsuaq na Grenlandii) – duńsko-grenlandzki programista i autor pierwotnej wersji języka programowania PHP. Uczestniczył także przy pracach nad kolejnymi wersjami tego języka. 
W latach 2002–2009 pracował w Yahoo! Inc. jako inżynier architektury infrastruktury.
W 2010 roku dołączył do firmy WePay, aby współtworzyć API tej firmy. Na początku 2012 roku ogłosił w serwisie Twitter, że dołącza do Etsy. W lipcu 2013 roku dołączył do firmy Jelastic jako starszy doradca.